# Estación Flora Industrial
Flora Industrial es una de las estaciones del Sistema Integrado de Transporte MIO de la ciudad de Cali, inaugurado en el año 2008.

## Ubicación
Se encuentra ubicada en el norte de la ciudad en la intersección de la carrera 1 y la calle 56, diagonal al supermercado Comfandi y cerca a la institución educativa INEM Jorge Isaacs. La estación se encuentra entre los barrios Torres de Comfandi y Flora Industrial, el primero de ellos una zona residencial y el segundo una zona industrial, del cual la estación toma su nombre.

## Características
La estación tiene sólo un acceso peatonal semaforizado por la calle 56 y cuenta con un vagón bidireccional que le permite recibir rutas en ambos sentidos. Frente a la estación se encuentran paraderos que permiten a los usuarios de las rutas alimentadoras integrarse con la estación y viceversa.
Su pictograma es un colgante de la cultura sinú conocido como 'El Jaguar'.

## Servicios de la estación

### Rutas troncales
| Ruta | Estación Origen                        | Estación Destino             | Sentido (N/S) |
| ---- | -------------------------------------- | ---------------------------- | ------------- |
| E37  | Terminal Paso del Comercio Cra 1 Cl 71 | Unidad Deportiva Cl 5 Cra 52 | Ambos         |
| T31  | Terminal Paso del Comercio Cra 1 Cl 71 | Universidades Cra 100 Cl 16  | Ambos         |

### Rutas alimentadoras
| Ruta | Origen               | Trayecto                                    | Destino            |
| ---- | -------------------- | ------------------------------------------- | ------------------ |
| A32  | Inicio del recorrido | Cl 62 - Cl 62B - Cl 66 - Cr 1D - Cl 56      | Barrio Chiminangos |
| A37B | Inicio del recorrido | Cl 56 - Cr 1D - Cl 62 - Cr 3 - Cl 70 - Cr 5 | Sena               |